# Osnovna šola Majšperk
Osnovna šola Majšperk je osrednja izobraževalna ustanova v Občini Majšperk.
Šola sodi v sklop Javnega zavoda OŠ Majšperk, ki ga je ustanovila Občina Majšperk, sestavljajo ga še podružnična šola Ptujska Gora, podružnična šola Stoperce in enota Vrtec Majšperk. Šola izvaja dejavnost vrtcev in predšolsko izobraževanje, osnovno izobraževanje splošnega tipa, pripravo šolske prehrane za učence in organizacijo kulturnih, športnih in drugih javnih prireditev.
V šolskem letu 2010/2011 je matično šolo v Majšperku obiskovalo 248 učencev v 14 oddelkih, enoto Ptujska Gora 28 učencev v 2 kombiniranih oddelkih in enoto Stoperce 21 učencev v 2 kombiniranih oddelkih. Na šoli je zaposlenih 55 strokovnih delavcev od skupno 69 zaposlenih (dec. 
2010).

## Kronološki pregled delovanja šole

### Obdobje pred drugo svetovno vojno
OŠ Majšperk je bila zgrajena leta 1803 po posestniku graščine Monsberg plem. Mendelssteinu, in sicer enorazrednica. Nova šola je bila odprta novembra 1901 z odlokom bivšega cerkvenega krajnega štajerskega deželnega šolskega sveta. Učenci so prihajali v šolo iz Majšperka, Lešja, Stanečke vasi, Skrbelj, Preše, Brega, Koritnega, Medvedc, Sestrž, Podlož in Sveče. Na šoli so bili zaposleni štirje učitelji. Učni jezik je bil slovenski, obvezno pa se je poučevala tudi srbohrvaščina. V šoli je bil organiziran tudi verouk, ki ga je poučeval duhovnik iz župnijskega urada v Majšperku. Prostori v šoli niso bili namenjeni samo poučevanju, ampak je imel v pritličju šole stanovanje tudi ravnatelj. V letu 1926/1927 so učenci bolehali za špansko gripo. V tem letu sta družini Kubricht in Novak iz Hamer bogato obdarili šolarje za miklavževo in božič. V šolskem letu 1930/1931 sta med šolsko mladino razhajali davica in škrlatinka. V šolskem letu 1934/1935 je umrl velik dobrotnik šole, Karel Kubricht. Zdravstveno stanje je v šolskem letu 1935/36 poslabšala epidemija mumpsa. Zaradi hitrega širjenja je v le nekaj tednih obolelo 200 otrok. V šolskem letu 1938/1939 so se pričele orožne vaje, na katere so bili poklicani tudi očetje učenk in učencev, zaradi česar so beležili večje število izostankov od pouka. V času pred drugo svetovno vojno je bil šolski upravitelj Zvonko Predan.

### Obdobje med drugo svetovno vojno
Oktobra 1940 je v vas prispela prva patrola sedmih Nemcev, med drugim so v kraju zasedli tudi šolo. Nemci so izvajali aretacije in ustrahovali ljudstvo, mnogo ljudi so izgnali v Srbijo. Pričeli so z vsiljevanjem nemščine, vendar so naleteli na odpor. Število otrok kljub vojni ni upadlo. V šolskem letu 1943/1944 sta se v šoli naselila nemška policija in Gestapo. Učenci so bili na šoli pod vplivom nemških učiteljev. Poleg učiteljev so jih poučevale tudi natakarice in frizerke, tako imenovane »nemčurke«. V šoli so večino časa le prepevali in telovadili. Šolski obisk je bil srednji, saj ni bilo šolske obveze, tudi učni uspeh je bil slab. Okupator je zapustil šolo v zelo slabem stanju, denarja za obnovo ni bilo. Uredili so le šolski vrt in popravili plotove. Med učenci so se začele kazati velike socialne razlike. Zaradi vojne je  primanjkovalo oblek in obutve, zaradi česar so otroci v zimskem času precej zaostajali.

### Obdobje po drugi svetovni vojni
Šolski upravitelj je bil tudi po vojni Zvonko Predan.V šolskem letu 1948/1949 je bila uvedena sedemletna šolska obveznost, s tem se je v petem razredu odprl predmetni pouk. V šolskem letu 1950/1951 se je Sedemletna šola preimenovana v Nižjo gimnazijo. Šolsko leto 1958/1959 se je odvijalo v znamenju šolske reforme – enotno osemletno obvezno šolanje. Uvedeni sta bili dve novi avtobusni progi: Majšperk–Maribor in Ptuj–Ljubljana, kar je bilo za sam kraj velikega pomena. V šolskem letu 1959/1960 je postala ravnateljica Ivanka Golob. Ob zaključku tega leta je bilo izvedeno ocenjevanje učencev, kakor je predvideval novi šolski zakon. To je bil eden najpomembnejših dogodkov za življenje in delo šole. Šolska stavba je dobila nov napis osnovna šola. V šolskem letu 1962/1963 se je k šoli Majšperk priključila podružnica OŠ Naraplje, v naslednjem šolskem letu pa še OŠ Ptujska Gora.V šolskem letu 1965/1966 je bil izglasovan investicijski program za paviljonsko šolo. Decembra 1965 so se pričeli prvi izkopi za gradnjo nove šole. Težko pričakovano telovadnico so pričeli graditi v šolskem letu 1974/1975. V šolskem letu 1976/1977 je odstopila ravnateljica Ivanka Golob, njeno mesto pa je zavzel Ivan Smolej. V tem letu je izšlo tudi šolsko glasilo Mlada rast. Golobovo je v letu 1982/1983 nadomestil Štefan Cvahte.

### Obdobje samostojne Slovenije
V šolskem letu 1990/1991 so pričeli uporabljati prenovljene učne načrte. V šolskem letu 1994/1995 je ravnatelj postal Rajko Jurgec. Dan šole so obeležili 23. aprila, na njem so predstavili projekt Dravinja, ki velja za prvi projekt šole. V šolskem letu 1996/1997 so sprejeli dogovor, da se bo dan šole praznoval 3. decembra, saj je bila leta 1966 na ta dan otvoritev prizidka telovadnice. Oktobra istega šolskega leta so se pričeli prvi pohodi po Haloški planinski poti. V letu 1996/1997 je bila tudi otvoritev novega vrtca na Bregu. Leta 2003 je minilo 200 let, odkar v Majšperku poteka organiziran pouk. Jubilej so v šolskih letih 2002/2003 in 2003/2004 obeležili s prireditvami in dejavnostmi, ki so jih poimenovali Od prve lastovke do dvestote pomladi, vse skupaj pa nadgradili z izdajo zbornika z istoimenskim naslovom. Septembra 2003 sta županja  Darinka Fakin in ravnatelj šole Rajko Jurgec položila temeljni kamen za novo šolo. Septembra 2003/2004 se je začel izvajati program devetletke, in sicer v prvem in sedmem razredu. Prva generacija učencev je sedla v šolske klopi nove šole v šolskem letu 2005/2006.
Marca 2008 je postal ravnatelj Branko Lah. Od začetka šolskega leta 2010/2011 imajo učitelji na domači strani šole svoje spletne strani, kjer lahko učenci in starši pridobijo informacije v povezavi s poukom in aktivnostmi na šoli. V šolskem letu 2011/12 je prednostna naloga OŠ Majšperk izboljševanje kompetenčnosti na področju »izražanja v materinem jeziku«, s poudarkom na bralni pismenosti.

## Enote OŠ Majšperk

### Podružnična šola Ptujska Gora
Na Ptujski Gori je že leta 1677 poučeval magister, župan in organist Janez Cigler. Leta 1832 je patronat cerkve dal zgraditi šolo na trgu, ki je imela eno učilnico. Šolo je obiskovalo 38 otrok. V letu 1870 je bila ustanovljena deljena enorazredna mešana ljudska šola s 187 učenci. V letu 1880 je štajerski deželni svet izdal odlok, da se šola razširi v dvorazrednico. Ker je število otrok v naslednjih letih poraslo čez 200, je okrajni šolski svet leta 1898 z odlokom privolil v zidanje nove šole na Ptujski Gori. Pouk v novo zgrajeni šoli, ki služi temu namenu še danes, se je pričel novembra 1900, vpisanih je bilo 236 učencev. V času druge svetovne vojne so šolo zasedli nemški učitelji in uničili arhiv in obe knjižnici. Število otrok v času vojne ni znano. Od leta 1945 je število otrok upadalo, leta 1960 jo je obiskovalo 193 učencev, 1967 pa že 143. Leta 1942 je šola postala podružnica šole na Ptujski Gori. Do leta 1973 je pouk potekal v težkih prostorskih in higienskih pogojih, saj je bila šolska zgradba dotrajana, zato so začeli z obnovo. Po dveh letih je šola dobila podobo, kot jo ima danes. Število otrok je v naslednjih letih še nadalje upadalo, v šolskem letu 1999/2000 so pričeli z delno kombinacijo v prvem in drugem razredu. V šolskem letu 2000/01 so praznovali 100-letnico; šolo je obiskovalo 39 učencev in osem učencev male šole. Program  devetletne osnovne šole se je pričel izvajati v šolskem letu 2003/2004.

## = Podružnična šola Stoperce
Začetek šolske izobrazbe v Stopercah sega v leto 1813. Prvi učitelj, Jožef Kristan, je bil tudi organist in cerkovnik v stoperški fari. Prvotno je bil pouk v cerkovnikovem stanovanju. Leta 1822 je stoperški župan Blaž Kamenšek prisostvoval blagoslovitvi dograjenega šolskega poslopja. 
Poglavitno opravilo prvega učitelja Jožefa Kristana so bili posli cerkvene službe. Leta 1893 se je enorazredna šola razširila v dvorazrednico. 
Leta 1904 je bil zaradi povečanja števila otrok za 14 let uveden poldnevni pouk. Od ustanovitve šole v Stopercah do njene okupacije 1941 je službovalo 35 učiteljev.Najdaljšo dobo sta dosegla prvi učitelj Jožef Kristan in Eliza Kukovec. Slednja je službovala v Stopercah 38 let, čeprav je imela spričevalo za meščanske šole. Prejela je odlikovanje Sveta Sava V. reda za zasluge v šolski službi kot upraviteljica. 
Tik pred začetkom vojne je bilo na šoli 187 učencev in trije učitelji. 
Stoperška osemletka zaradi izseljevanja mladine ni dolgo živela, že leta 1963 sta bila ukinjena sedmi in osmi razred. 
Leta 1977 je šola postala podružnica OŠ Majšperk.

### Enota Vrtec Majšperk
Vrtec Majšperk je z delovanjem pričel leta 1996. Do leta 1998 je sodil pod Javni zavod Vrtec Ptuj, z reorganizacijo novih občin in zavodov pa se je leta 1998 priključil k Javnemu zavodu OŠ Majšperk. 
Enoto Vrtec Majšperk so v šolskem letu 2010/2011 sestavljali trije oddelki vrtca na Bregu, en oddelek v OŠ Majšperk in en oddelek vrtca na podružnični šoli Ptujska Gora.

## Šolski okoliš
Osnovna šola Majšperk obsega učence Občine Majšperk oziroma KS: Majšperk, Ptujska Gora in Stoperce. 
Matična šola obsega naslednje vasi oziroma naselja: Majšperk, Breg, Jelovice, Koritno, Lešje, Medvedce, Sestrže, Naraplje, Plajnsko, Preša, Sitež, Skrblje, Stanečka vas in Spodnja Sveča. 
Podružnica Ptujska Gora obsega naslednje vasi oziroma naselja: Doklece, Janški Vrh, Podlože, Ptujska Gora, Slape, Bolečka vas in Stogovci.
Podružnica Stoperce obsega naslednje vasi oziroma naselja: Grdina, Stoperce, Dol pri Stopercah, Kupčinji Vrh in Zgornja Sveča.

## Projekti OŠ Majšperk
OŠ Majšperk sodeluje v raznih projektih in natečajih, ki so stalnica ali pa so ponujeni med šolskim letom. Nekateri izmed projektov so: Nasilje je out, mi smo in; Knjigobube; Zlati Sonček; Krpan; Rastem s knjigo; Zdrava šola; Pasavček; Policist Leon svetuje; Turizmu pomaga lastna glava; E-knjiga; Spoznavajmo države EU; Go-car-go; Male sive celice in drugo.
Šola je aktivna tudi na številnih športnih tekmovanjih, kot so odbojka, košarka, nogomet, rokomet, atletika, plavanje in plesno tekmovanje, od leta  2009/10 sodeluje tudi v Šolski košarkarski ligi ŠKL. 
V šolskem letu 2010/2011 so na matični in podružničnih šolah v sklopu projekta Zdrav življenjski slog pričeli izvajati dodatne ure športne vzgoje.
V okviru projektov je bila OŠ Majšperk izbrana za poskusno uvajanje drugega tujega jezika. Od šolskega leta 2010/2011 uvajajo v sedmem razredu kot drugi tuj jezik nemščino.